# 施图登
施圖登（德语：Studen）是瑞士的城鎮，位於該國中西部，由伯恩州負責管轄，面積2.72平方公里，四成土地是農業用地，海拔高度437米，2011年人口2,833，人口密度每平方公里1042人。